# Saprosma corymbosum
Saprosma corymbosum là một loài thực vật có hoa trong họ Thiến thảo. Loài này được (Bedd.) Bedd. miêu tả khoa học đầu tiên năm 1871.